# インフォトップ
インフォトップは、販売者・購入者・紹介者を仲介し、販売者と紹介者の間の売上や報酬支払の管理、販売者と購入者の間の決済や商品引渡し代行などを行う、アフィリエイトサービスプロバイダ (ASP)。
株式会社ファーストペンギンによって開発され運営されている。

## 詳細
個人・法人問わず、誰でも電子書籍などのデジタルコンテンツや物販商品を出品でき、その決済代行と販売促進のためのアフィリエイトシステムを提供する。
初期費用ゼロの完全成果報酬型であり、かつ、その商材と関連するテーマのメルマガやブログを介在することで、潜在的に興味を持った層にダイレクトに情報が届くため、費用対効果の高い販売チャネルを保有するのが特徴。情報商材を中心に扱うことで知られる。

## 沿革[3]
- 2006年11月 - 「インフォトップ」サービス正式スタート
- 2010年8月 - 「インフォトップ」登録会員数100万人突破
- 2012年5月 - 「インフォトップ」商品登録数が50,000件突破
- 2020年12月 - インフォトップ登録の購入者・アフィリエイター・販売者が累計300万人突破[4]